# Carlo Aru
Carlo Aru (* 4. November 1881 in Cagliari; † 5. Mai 1954 in Turin) war ein italienischer Kunsthistoriker.

## Leben
Er studierte an der Universität Rom, wo er 1905 seinen Abschluss machte. Ab 1909 arbeitete er für die staatliche Denkmalpflege (Soprintendenza) auf Sardinien mit Sitz in Cagliari und wurde 1930 deren Leiter (Soprintendente). Ab 1924 lehrte er auch Kunstgeschichte an der Universität Cagliari. 1930 wechselte er als Soprintendente nach L’Aquila, vorübergehend war er auch für Ancona und Bari zuständig. 1934 ging er als Soprintendente nach Turin und blieb in diesem Amt bis zu seiner Pensionierung 1952. Hier machte er sich insbesondere um die Umstrukturierung der Galleria Sabauda sowie die Sorge um die Museen und Denkmäler während und nach dem Zweiten Weltkrieg verdient.

## Veröffentlichungen (Auswahl)
- La pittura sarda nel Rinascimento. Cagliari 1924.
- S. Pietro di Zuri. Officine Grafiche Reggiane, Reggio Emilia 1926.
- La difesa littoranea della Corsica durante il periodo genovese. Cagliari 1927.
- Il “Maestro di Castelsardo”. Stabilimento Poligrafici Riuniti, Bologna 1928.